# Condado de Stephenson
El condado de Stephenson es un condado estadounidense, situado en el estado de Illinois. Según el censo de los Estados Unidos del 2000, la población es de 48 979 habitantes. La cabecera del condado es Stephenson. 

## Geografía
Según la Oficina del Censo de los Estados Unidos, el condado tiene un área total de 1463 km² (565 millas²). De éstas 1461 km² (564 mi²) son de tierra y  1 km² (1.5 mi²) son de agua.  

### Colindancias
- Condado de Green - norte
- Condado de Winnebago - este
- Condado de Ogle - sureste
- Condado de Carroll - suroeste
- Condado de Jo Daviess - oeste
- Condado de Lafayette - noroeste

## Historia
El condado de Stephenson se separó de los condados de Jo Daviess y Winnebago en 1837, su nombre es en honor de Benjamin Stephenson, un oficial del Territorio de Illinois.

## Demografía
Según el censo del año 2000, hay 48 979 personas, 19 785 cabezas de familia, y 13 473 familias que residen en el condado. La densidad de población es de 34 hab/km² (87 hab/mi²). La composición racial tiene:
- 87.76 % Blancos (no hispanos)
- 1.53 % Hispanos (todos los tipos)
- 7.68 % Negros o Negros Americanos (no hispanos)
- 0.63% Otras razas (no hispanos)
- 0.68% Asiáticos (no hispanos)
- 1.53 % Mestizos (no hispanos)
- 0.15 % Nativos Americanos (no hispanos)
- 0.04 % Isleños (no hispanos)

Hay  cabezas de familia, de los cuales el 30.70 % tienen menores de 18 años viviendo con ellos, el 55.40 % son parejas casadas viviendo juntas, el 9.50 % son mujeres que forman una familia monoparental (sin cónyuge), y 31.90% no son familias. El tamaño promedio de una familia es de 2.97 miembros.
En el condado el 25.20% de la población tiene menos de 18 años, el 7.60% tiene de 18 a 24 años, el 27.50% tiene de 25 a 44, el 23.30% de 45 a 64, y el 16.40% son mayores de 65 años. La edad media es de 38 años. Por cada 100 mujeres hay 93.10 hombres. Por cada 100 mujeres mayores de 18 años hay 90.30 hombres.
Tabla de la evolución demográfica:
|       | 1900   | 1910   | 1920   | 1930   | 1940   | 1950   | 1960   | 1970   | 1980   | 1990   | 2000   |
| ----- | ------ | ------ | ------ | ------ | ------ | ------ | ------ | ------ | ------ | ------ | ------ |
| TOTAL | 34 933 | 36 821 | 37 743 | 40 064 | 40 646 | 41 595 | 46 207 | 48 861 | 49 536 | 48 052 | 48 979 |

## Economía
Los ingresos medios de un cabeza de familia el condado es de $40 366 y el ingreso medio familiar es $48 510. Los hombres tienen unos ingresos medios de $36 300 frente a $24 238 de las mujeres. El ingreso per cápita del condado es de $19 794. El 9% de la población y el 6.5% de las familias están debajo de la línea de pobreza. Del total de gente en esta situación, 11.60% tienen menos de 18 y el 8.5% tienen 65 años o más.

## Ciudades y pueblos

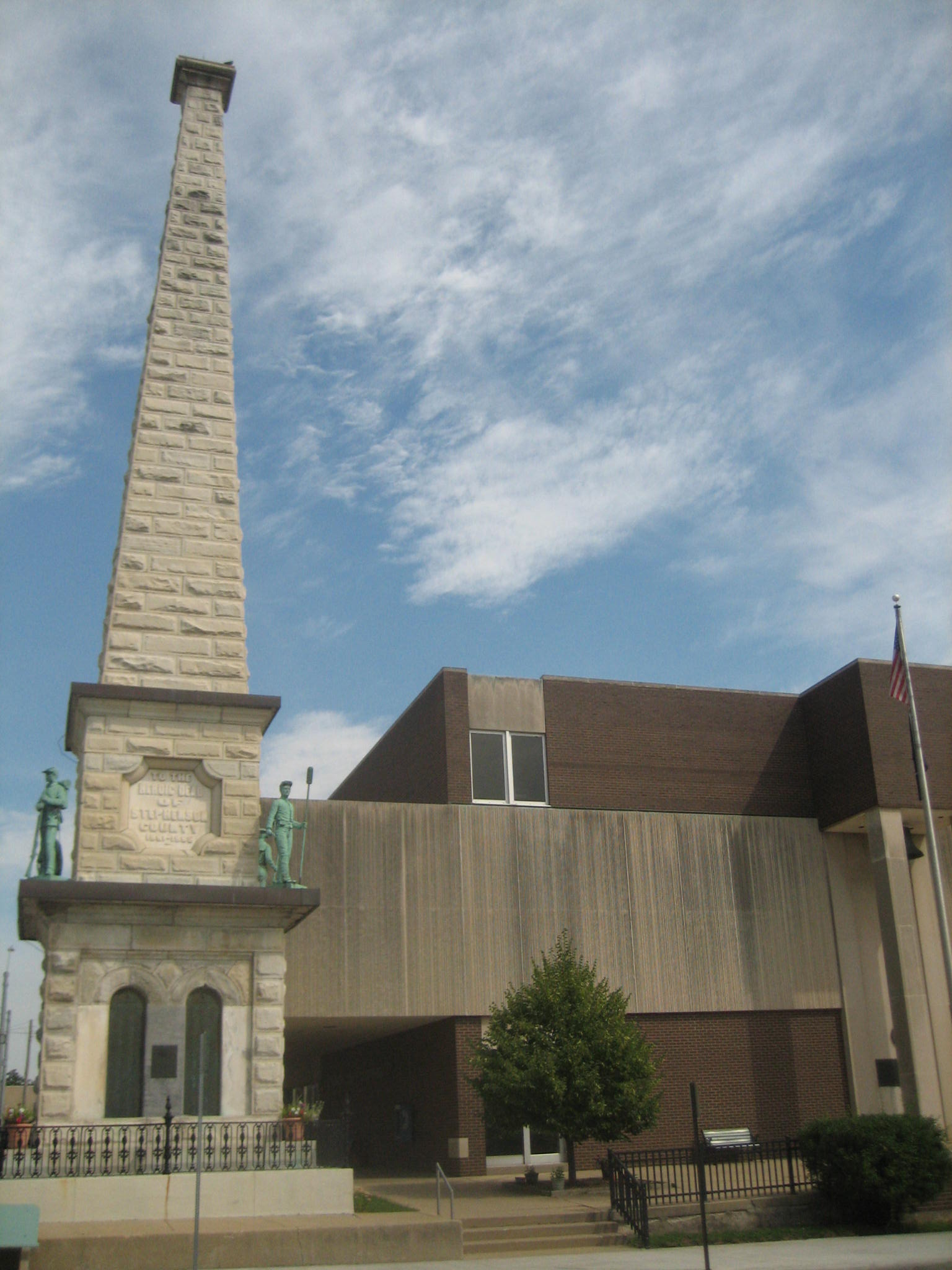
Monumento en Freeport

| - Cedarville - Dakota - Davis - Freeport | - German Valley - Lake Summerset - Lena - Orangeville | - Pearl City - Ridott - Rock City - Winslow |

## Patrimonio
| - Museo Stephenson County Historical Society - Parque Krape - Don Opel Arboretum - The Pretzel Bowl - Jeannette Lloyd Theatre | - Lago Willow - Little Cubs Field - Lago Le-Aqua-Na - Freeport Prairie Nature Preserve - Stephenson County Fairgrounds | - Oakdale Nature Preserve - Parque Third Ward - Wirth Prairie Nature Preserve - Valle Happy - Saint Josephs Home for the Aged | - Saint Vincent Childrens Home - Iglesia Bethany United of Christ - Iglesia Metodista Episcopal San Jaime Cristiano |